# BEST STORY
『BEST STORY』（ベスト・ストーリー）は、日本の音楽デュオ・RYTHEMが2009年8月19日にソニー・ミュージックアソシエイテッドレコーズから発売した1枚目のベストアルバム。

## 解説
- 1作目から16作目のシングルタイトル曲（「小麦色のラブソング」「あかりのありか」は除く）と配信限定シングル曲「Bitter & Sweet」の全17曲を収録した、RYTHEM初のベスト・アルバム。
- 初回生産限定盤A、初回生産限定盤B、通常盤の3形態で発売された。
- 初回限定盤Aには「ブルースカイ・ブルー」「WINNER」を除くビデオクリップ15曲を収録したDVDが、初回限定盤Bには渋谷C.C.Lemonホールのライブ映像を収録したDVDが付属する。

## 収録曲
1. ハルモニア
2. てんきゅっ (ニューサマー便)
アルバム初収録。
3. ブルースカイ・ブルー
4. 一人旅シャラルラン
5. 万華鏡キラキラ
6. ホウキ雲
7. 三日月ラプソディー
8. 20粒のココロ
9. ココロビーダマ
10. 願い
11. 桜唄
アルバム初収録。
12. 蛍火
アルバム初収録。
13. WINNER
アルバム初収録。
14. Bitter & Sweet
15. 首すじライン
16. Love Call
17. ぎゅっとして feat. 常田真太郎 (from スキマスイッチ)
アルバム初収録。

## 演奏
- CHOKKAKU：Arrangement, Programming & Instruments (#1.5-9)
- 吉川忠英：Guitar & Mandolin (#1)
- 杉野寿之：Drums (#1)
- 種子田健：Bass (#1.5.6.7.8.11.12.13.14)
- RUSH by 加藤高志：Strings (#1)
- 清水信之
  - Arrangement (#2.3.4)
  - Programming & Instruments (#2)
  - Second Line Drums, Ukulele, 三線 (#3)
  - Drums, Fender Bass, Guitar, Keyboards, Percussion (#4)
- 山本拓夫
  - Clarinet (#3)
  - Saxophone (#7)
  - Tenor Sax (#17)
- 菅坂雅彦：Trumpet (#3)
- 村田陽一：Trombone (#3.7.17)
- 佐藤潔：Tuba (#3)
- 弦一徹ストリングス：Strings (#4.5.6.13.15)
- absolute3：Basic Arrangement (#5.6)
- 佐々木章：Guitar (#5)
- そうる透：Drums (#5.6.7.8)
- 西村浩二：Trumpet (#7.17)
- Our dear friends：Chorus (#7)
- 森俊之：Arrangement, Acoustic Piano, All Programming & Instruments (#10)
- 松原秀樹：Electric Bass (#10)
- 佐橋佳幸：Guitar (#10)
- 河村智康：Drums (#10.12)
- 後藤勇一郎ストリングス：Strings (#10)
- 屋敷豪太：Drums (#11)
- 小倉博和：Guitar (#11)
- 武部聡志
  - Arrangement (#11.12)
  - Piano (#11)
  - Keyboards (#12)
- 山中雅文：Synthesizer (#11.12)
- 狩野良昭：Electric Guitar (#12)
- 益田トッシュ
  - Arrangement & Programming (#13.14)
  - Electric Sitar (#14)
- 門脇大輔：Strings Arrangement (#13)
- 青山純：Drums (#13.14.15)
- 石井マサユキ
  - Acoustic Guitar (#13)
  - Guitar (#14)
- フィリップ・ウー
  - Acoustic Piano (#13)
  - Fender Rhodes,  Keyboards (#14)
- 河野伸：Arrangement, Acoustic Piano, Programming (#15)
- 石成正人：Guitar (#15)
- KUREI (キマグレン)：Vocal (#16)
- ISEKI (キマグレン)：Vocal & Acoustic Guitar (#16)
- TAICHI MASTER：Arrangement & Programming (#16)
- 竹内朋康 (SUPER BUTTER DOG)：Guitar (#16)
- 三上吉直：Moog Bass (#16)
- 常田真太郎 (スキマスイッチ)：Arrangement, Other Instruments (#17)
- 秋山タカヒコ：Drums (#17)
- 沖山優司：Bass (#17)
- 藤本一樹：Acoustic Guitar & Electric Guitar (#17)
- 松本智也：Percussion (#17)